# Eijun Kiyokumo
Eijun Kiyokumo (清雲 栄純 Kiyokumo Eijun?,  nacido el 11 de septiembre de 1950 en Enzan (actualmente Kōshū), Yamanashi) es un exfutbolista japonés que se desempeñaba como defensa.
Kiyokumo jugó 42 veces para la Selección de fútbol de Japón entre 1974 y 1980.

## Trayectoria

### Clubes
| Club              | País  | Año         |
| ----------------- | ----- | ----------- |
| Furukawa Electric | Japón | 1973 - 1982 |

### Selección nacional
| Selección | País  | Año         |
| --------- | ----- | ----------- |
| Absoluta  | Japón | 1974 - 1980 |

## Estadística de equipo nacional
| Selección de Japón | Selección de Japón | Selección de Japón |
| Año                | Part.              | Goles              |
| ------------------ | ------------------ | ------------------ |
| 1974               | 1                  | 0                  |
| 1975               | 13                 | 0                  |
| 1976               | 9                  | 0                  |
| 1977               | 5                  | 0                  |
| 1978               | 0                  | 0                  |
| 1979               | 9                  | 0                  |
| 1980               | 5                  | 0                  |
| Total              | 42                 | 0                  |

## Palmarés

### Títulos nacionales
| Título                   | Club              | País  | Año  |
| ------------------------ | ----------------- | ----- | ---- |
| Japan Soccer League      | Furukawa Electric | Japón | 1976 |
| Copa del Emperador       | Furukawa Electric | Japón | 1976 |
| Copa Japan Soccer League | Furukawa Electric | Japón | 1977 |
| Copa Japan Soccer League | Furukawa Electric | Japón | 1982 |

### Distinciones individuales
| Distinción                  | Año  |
| --------------------------- | ---- |
| Japan Soccer League Best XI | 1974 |
| Japan Soccer League Best XI | 1975 |
| Japan Soccer League Best XI | 1976 |